# JiaJia Ban
JiaJia Ban (chinesisch 班嘉佳; * 16. Februar 1985 in Guiyang, Guizhou) ist ein chinesisches Model und Schauspielerin.

## Leben
JiaJia Ban gehört der ethnischen Minderheit der Bouyei an. Sie ist Absolventin der Central Academy of Drama, Guizhou-Universität.
Sie begann ab 2003 als Fernsehschauspielerin.

## Filmografie (Auswahl)
- 2003: Cat and Mouse (Lou she oi sheung mao/老鼠愛上貓)
- 2014: EX-Files (Qian ren gong lue)
- 2014: The Old Cinderella (Gui Shi Dai)
- 2016: The Great Emperor (Xuan yuan da di/轩辕大帝)
- 2016: Days of Our Own (我们的十年)
- 2018: Women in Beijing (Bei jing nv zi tu jian/北京女子图鉴) (Fernsehserie, Episode 1x01)